# Vlag van Lippenhuizen

Vlag van Lippenhuizen

De vlag van Lippenhuizen is de dorpsvlag van het Nederlandse dorp Lippenhuizen, in de Friese gemeente Opsterland. De vlag werd in 1991 geregistreerd. Het ontwerp van de vlag is van de hand van J.C. Terluin.

## Beschrijving
De beschrijving van de vlag is als volgt:
Van zeven even hoge lengtebanen van rood en geel, met een groen vierkant kanton met een hoogte van drie banen met daarin een gele rechtsschuin geplaatste bij met een hoogte van een derde van de vlaghoogte.
De kleuren zijn afkomstig van het dorpswapen.

## Symboliek

Gele banen: ontleend aan het drie gouden bomen uit het wapen van het dorp. De banen staan voor de vaarten die door het veenlandschap liepen.
- Groen kanton: kleur ontleend aan de schuine balk uit het wapen van het dorp. Deze schuinbalk duidt ook de turfvaarten in het dorp.[3]
- Bij: verwijst naar het houden van bijen in het voormalige heidegebied.[3]